# Catedral de Estrasburgo

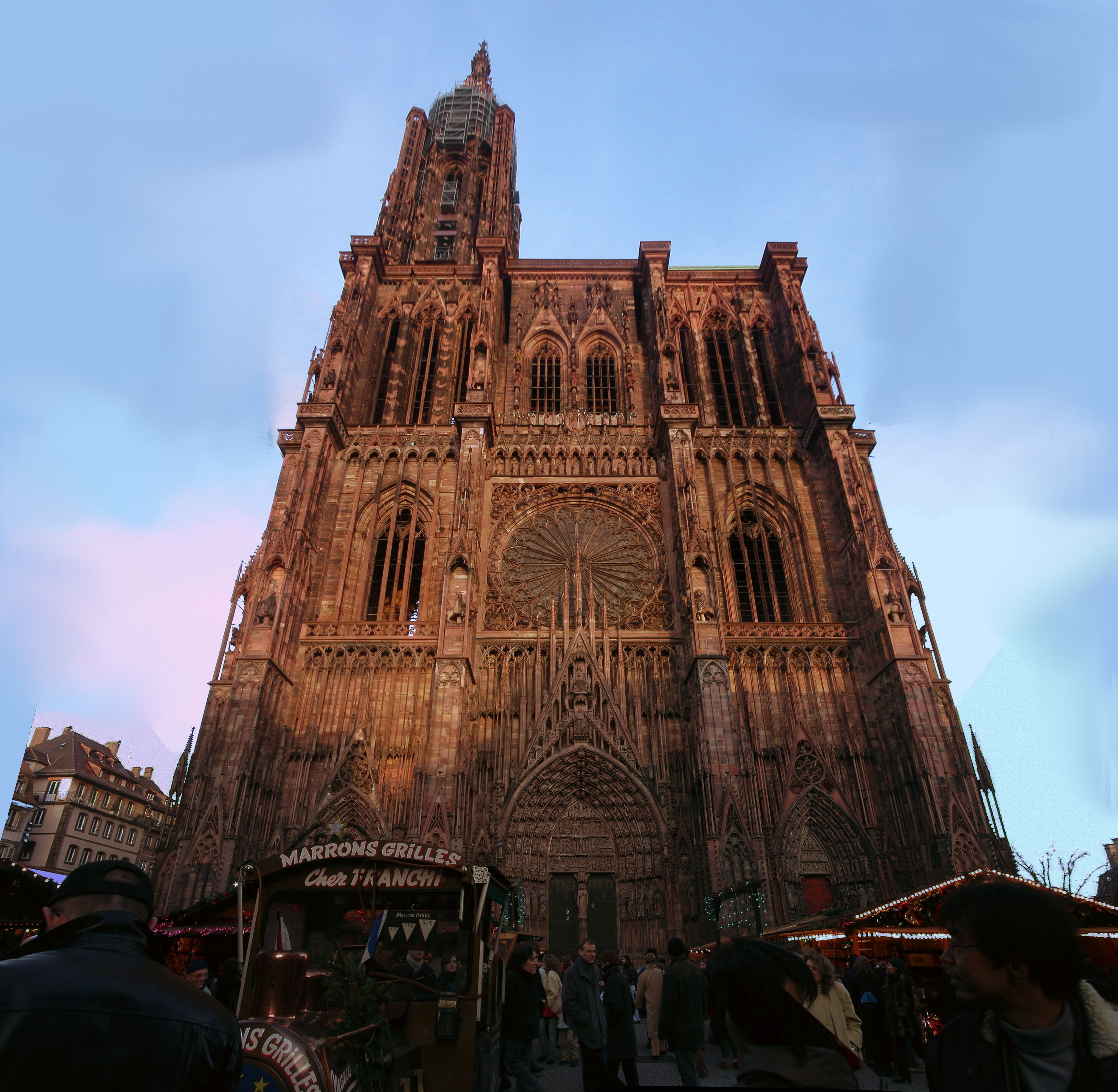
A Catedral de Estraburgo foi o prédio mais alto do mundo de 1625 a 1874.

A Catedral de Estrasburgo ou Catedral de Nossa Senhora de Estrasburgo (em francês Cathédrale Notre-Dame-de-Strasbourg; em alemão Liebfrauenmünster zu Straßburg) é uma catedral católica romana em Estrasburgo, França.
A construção foi terminada em 1439, em que Ulrich Ensingen foi um de seus arquitetos, tornando-se o mais alto edifício do mundo entre 1625 a 1874. E permaneceu como a maior igreja do mundo até 1880, quando foi ultrapassada pela Catedral de Colônia, na Alemanha. Hoje é a quarta maior igreja do mundo.
Durante a década de 1520, a cidade abraçou aqui as teses religiosas de Martinho Lutero, cujos adeptos estabeleceram uma universidade no século seguinte.
Em 1792, durante a Revolução Francesa e do Terror, tornou-se um templo do Culto do Ser Supremo.